# 플루토니오사우루스
플루토니오사우루스(학명:Plutoniosaurus bedengensis)는 어룡목 안공룡과에 속하는 어룡이다. 지금은 멸종된 종으로서 전체적인 몸길이가 4~7m인 거대한 어룡에 속한다.

## 특징
플루토니오사우루스(Plutoniosaurus)는 유럽과 러시아의 율리아놉스크 인근 백악기 초기(후기 하우테리비아)에서 멸종된 안구공룡의 속이다. 홀로타입은 부분 골격인 UPM 2/740이다. 플루토니오사우루스는 아마도 거의 공동 평가된 심비르스키사우루스와 같은 종일 것이다. 즈베르코프와 에피모프(2019년)는 플라티프테리기우스 타입의 종과 레니니아로 다종교에서 플루토니오사우루스를 회복시킨다. 두개골은 부분적으로 확장되었으며 척추뼈와 갈비뼈도 넓게 확장되어 있다. 주둥이는 길게 늘어나 있으며 튀어나온 주둥이의 양턱에는 총 15~20개의 날카로운 삼각형 톱니 모양의 이빨을 가지고 있다. 먹이로는 당대에 서식했던 물고기, 갑각류, 두족류를 주로 섭이했을 육식성의 포식자로 추정되는 종이다.

## 생존시기와 서식지와 화석의 발견
플루토니오사우루스가 생존했던 시기는 중생대의 백악기 초기로서 지금으로부터 1억 4500만년전~1억 2000만년전에 생존했었던 종이다. 생존했었던 시기에는 유럽과 러시아를 중심으로 하는 북극해에서 주로 서식했었던 종이다. 화석의 발견은 1997년에 러시아의 고생물학자인 즈베르코프와 에피모프에 의하여 처음으로 화석이 발견되어 새롭게 명명된 종이다.

## 같이 보기
- 파충류
- 중생대
- 백악기
- 어룡
- 화석